# Éducation à l'environnement et au développement durable
Pour les articles homonymes, voir EDD.
 (mars 2022).
Si vous disposez d'ouvrages ou d'articles de référence ou si vous connaissez des sites web de qualité traitant du thème abordé ici, merci de compléter l'article en donnant les références utiles à sa vérifiabilité et en les liant à la section « Notes et références ».

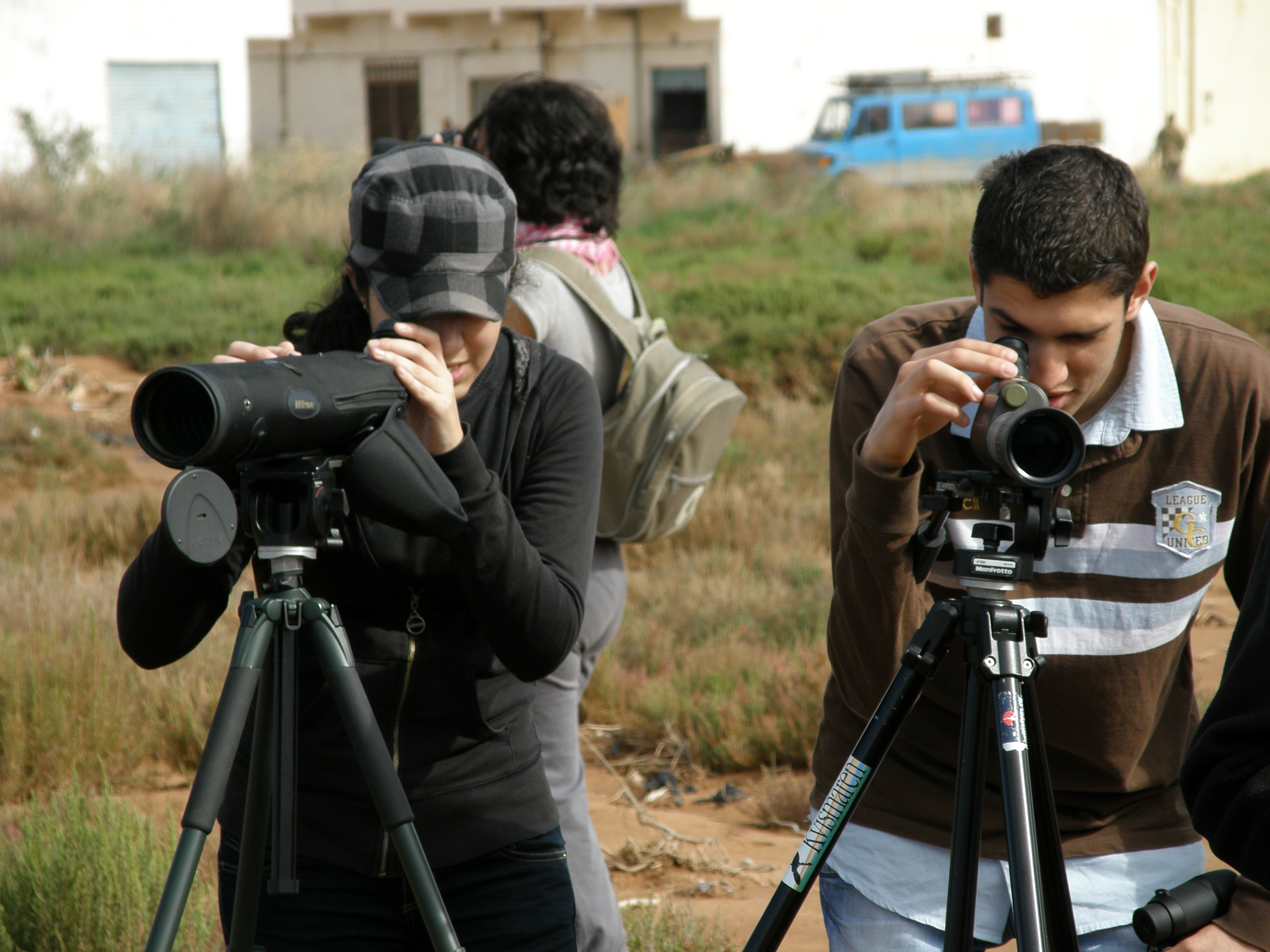
Étudiants observant l'avifaune dans la « lagune de Nador », au Maroc, pendant une activité organisée par SEO/BirdLife à l'occasion de la Journée Mondiale des Zones Humides

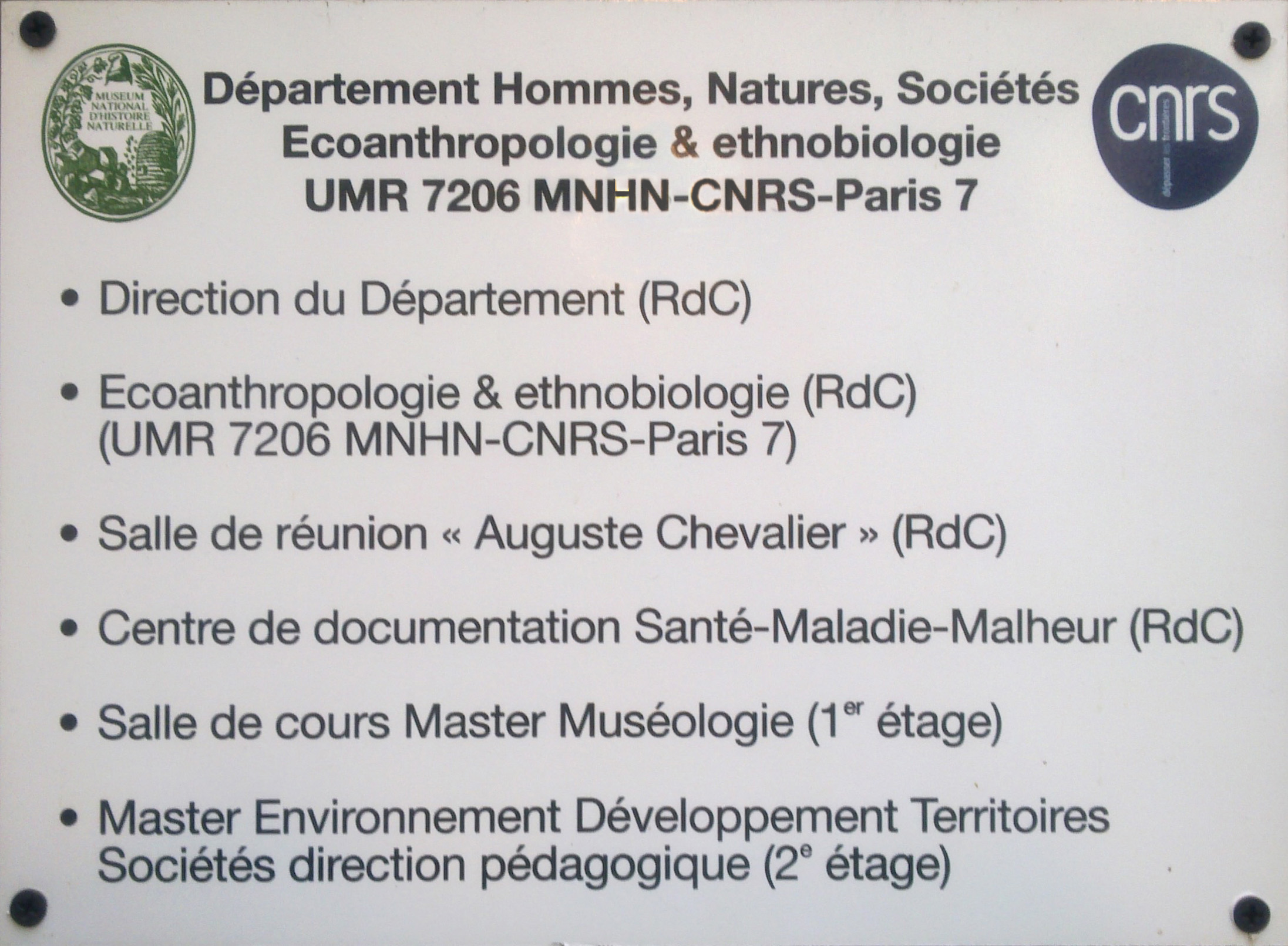
La recherche et l'enseignement en environnement et développement durable au Muséum de Paris.

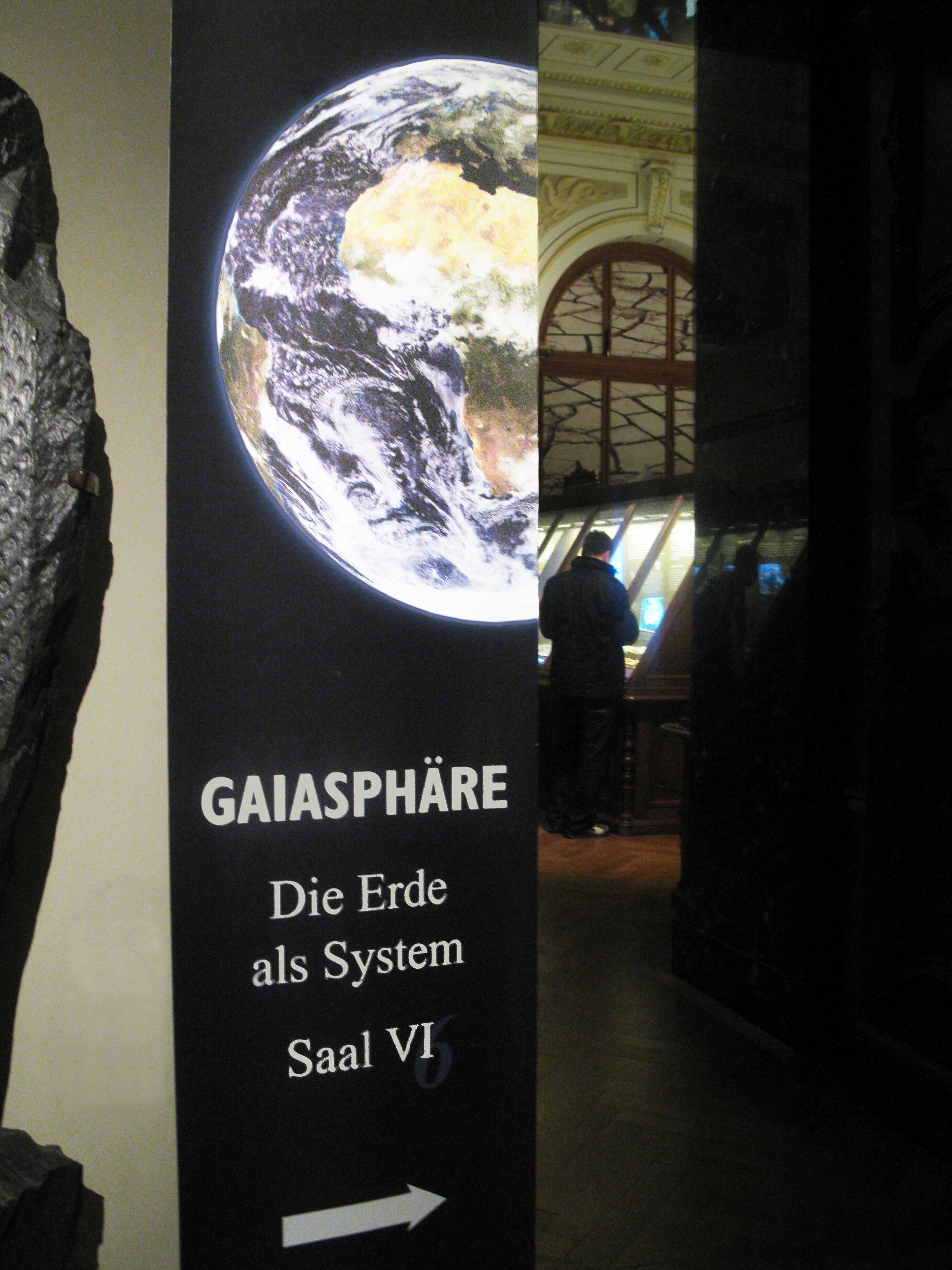
Salle consacrée à l'environnement et au développement durable au Muséum de Vienne en Autriche.

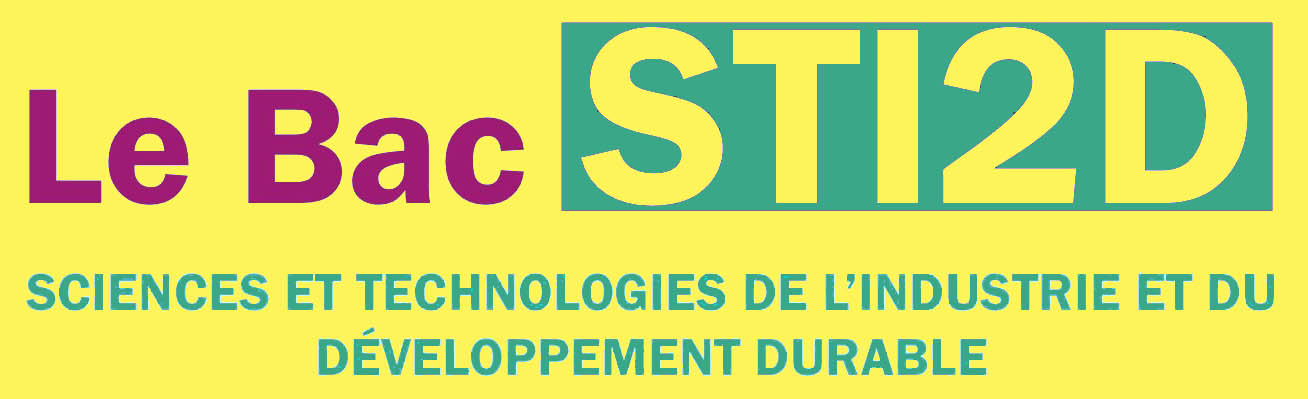
L'éducation nationale française propose un baccalauréat d'environnement et de développement durable sous l'acronyme « STI-2D ».

L'éducation à l'environnement, aussi appelée éducation relative à l'environnement (ERE) est très différente de l’éducation au développement durable (EDD), les deux se superposent dans le temps et répondent à des logiques différentes (Sauvé, 2022; Barthes, 2023). L’ERE est un domaine de recherche, de formation et d'action pédagogique pluridisciplinaire qui s'intéresse à la relation des êtres humains à l'environnement d'un point de vue écologique, social, culturel, politique, économique et esthétique
L’EDD répond de son côté aux politiques onusiennes des objectifs de développement durable.
Il ne s’agit pas de disciplines mais d’éducation à (voir dictionnaire critique des éducations à, 2017, 2014)  qui prennent essor au tournant des années 1970. Elle concerne tous les âges de la vie et se déploie dans le milieu  formelle, non formelle et informelle. Elle vise à transformer nos manières de penser et d'agir dans nos relations à notre milieu et, principalement, dans nos relations les uns avec les autres. Pour ce faire, elle investit l'ensemble du réseau notionnel de l'éducation : formation, sensibilisation, prise de conscience, mobilisation, animation, interprétation ou médiation, information, vulgarisation, communication et marketing social.
L'éducation à l'environnement et au développement durable relève de plusieurs conceptions de l'environnement et de l'éducation. En effet, elle ne consiste pas simplement à intégrer au sein des programmes d'enseignement des contenus tels que le changement climatique, la pauvreté ou la consommation durable ; elle génère des méthodes d'enseignement et des cadres d'apprentissage interactifs, centrés sur l'apprenant. Elle correspond à diverses pratiques et sous-domaines distincts qui ont tous pour objectif commun le développement d'une posture responsable vis-à-vis des enjeux socio-environnementaux.

## Perspectives historiques

### Premières mentions dans la littérature
Les plus anciennes mentions de l'éducation à l'environnement en Occident semblent remonter au début du XVIIIe siècle : Jean-Jacques Rousseau met en relief l'importance d’une éducation basée sur la notion d’environnement dans Émile ou De l'éducation. Il évoque les trois maîtres de l'éducation que sont la nature, les hommes et les « choses ».
Plusieurs décennies plus tard, Louis Agassiz, naturaliste suisse, fait écho à la philosophie de Rousseau en encourageant les jeunes gens à « étudier la nature et non les livres » : ses écrits font référence à l'apport parental et aux perceptions de la « mémoire biologique individuelle » qui, selon lui, relie chaque personne au milieu dans lequel elle a grandi.
Rousseau et Agassiz auraient contribué à jeter les bases d'un programme concret d'éducation environnementale, connu sous le nom d'étude de la nature, qui s’est développé à la fin du XIXe siècle et au début du XXe siècle. Le mouvement d'étude de la nature utilisait des fables et des leçons de morale pour aider les étudiants à développer une appréciation de la nature et à embrasser le monde naturel.
L’expression « éducation à l'environnement » n'est réellement employée que dans la seconde moitié du XXe siècle, époque à laquelle l'être humain commence, encore marginalement, à comprendre que la Terre a des ressources qui ne sont pas infinies et des capacités de recyclage limitées. Le think tank appelé Club de Rome publie en 1972 le rapport Les Limites à la croissance (ou rapport Meadows), qui met en exergue le fait que l'Humanité table sur une croissance économique infinie dans un monde aux ressources naturelles finies. Cette prise de conscience prévoit une pénurie des ressources énergétiques et minérales en conséquence du développement industriel. Les premières notions de développement durable et d'empreinte écologique apparaissent.
Très progressivement, cette préoccupation se diffuse auprès des scientifiques et des protecteurs de la nature, aux éducateurs, aux professionnels de la santé, aux organismes de solidarité, puis aux élus et à des cercles de plus en plus larges de citoyens, jusqu’aux entreprises. Elle va progressivement donner lieu à des forums internationaux. L’éducation à l'environnement devient ainsi une réponse nécessaire aux inconvénients des sociétés industrielles et commerciales qui n’observent plus le principe de respect des ressources et de responsabilité de nos gestes vis-à-vis des générations à venir.

### Rôle de l'Onu et de l'Unesco dans l'essor international de l'ERE
Après la Seconde Guerre mondiale, des organismes internationaux sont créés et permettent de généraliser l'éducation relative à l'environnement. Durant les dernières décennies, plusieurs rencontres internationales ont également contribué à définir l'éducation à l'environnement.
L'implication de l'Organisation des Nations unies (Onu) dans l'éducation relative à l'environnement remonte aux tout premiers débuts de l'Organisation, avec la création en 1948 de l'UICN (Union internationale pour la conservation de la nature), la première grande ONG mandatée pour aider à préserver l'environnement naturel. La première référence au terme « éducation à l'environnement » est apparue en 1948 lors d'une réunion de l'UICN tenue à Paris lorsque Thomas Pritchard, directeur adjoint de la conservation de la nature au Pays de Galles, a suggéré de remplacer le terme « éducation à la conservation » par « éducation à l'environnement » afin de réaliser une synthèse des connaissances des sciences naturelles et des sciences sociales.
L’Onu à travers son agence spécialisée basée à Paris créée en 1945, l'Unesco, a ensuite défini la notion d’éducation à l'environnement en contribuant à son essor international. À compter de 1983, avec le rapport Brundtland, le courant particulier de l'éducation au développement durable, devient prééminent au sein de ces instances internationales.
L’Unesco promeut l'éducation en vue du développement durable (EDD) depuis 1992. Après avoir été le chef de file de la Décennie des Nations unies pour l'éducation au service du développement durable de 2005 à 2014, elle est maintenant le fer de lance du Programme d’action global pour l'éducation en vue du développement durable qui lui a succédé.

#### Premières tentatives de définition internationale (1972) et Charte de Belgrade (1975)

##### Déclaration de Stockholm (1972)
La Suède est le premier pays à avoir suggéré, en 1968, au Conseil économique et social des Nations unies (ECOSOC), d’organiser une rencontre sur le thème des interactions entre les humains et l'environnement. L'Organisation des Nations unies pour l'éducation, la science et la culture (Unesco) a été étroitement associée à la convocation de cette Conférence internationale des Nations unies sur l'environnement humain à Stockholm (Suède), qui a conduit à la création du Programme des Nations unies pour l'environnement (PNUE).
La conférence des Nations unies connue sous le nom de Conférence de Stockholm s'est tenue du 5 au 16 juin 1972. Elle a été la première d'une série de rencontres décennales, les Sommets de la Terre. Elle a produit une Déclaration de la Conférence des Nations unies sur l'environnement humain qui met en évidence « la nécessité d’adopter une conception commune et des principes communs qui inspireront et guideront les efforts des peuples du monde en vue de préserver et d’améliorer l'environnement ». La recommandation 96 de cette déclaration réclamait le développement de l'éducation en matière d’environnement, considérant qu’il était « essentiel de dispenser un enseignement sur les questions d’environnement aux jeunes générations aussi bien qu’aux adultes ».

##### Charte de Belgrade (1975)
Trois ans après cette rencontre, un autre colloque international s’est tenu à Belgrade, alors capitale de la Yougoslavie (aujourd’hui la Serbie) du 13 au 22 octobre 1975. La Charte de Belgrade s'appuie sur la Déclaration de Stockholm et précise les buts, les objectifs et les principes directeurs des programmes d'éducation à l'environnement. Elle établit également que l'éducation à l'environnement concerne aussi le grand public. La Charte de Belgrade appelle à une « éthique qui reconnaisse et ressente vivement les rapports complexes, en continuelle évolution, de l'être humain avec son semblable et avec la nature » et à « remettre en question ces politiques qui visent à intensifier au maximum la production économique, sans se soucier des conséquences sur la société et sur la quantité de ressources disponibles pour améliorer la qualité de la vie ». Deux objectifs préliminaires à l'éducation relative à l'environnement y sont formulés :
1. Pour chaque nation, préciser, selon sa culture et à son propre usage, la signification de concepts de base tels que la qualité de vie et le bonheur humain, dans le contexte de l'environnement global, en s'attachant aussi à préciser et à apprécier ces notions telles qu’elles s’expriment dans les autres cultures, hors des frontières nationales ;
2. Déterminer les mesures qui garantiront la préservation et l'amélioration du potentiel de l'humanité et qui développeront le bien-être social et individuel en harmonie avec l'environnement biophysique et avec l'environnement créé par l'homme.

Le but de l'ERE était précisé comme suit : former une population mondiale consciente et préoccupée de l'environnement et des problèmes qui s’y rattachent, une population qui ait les connaissances, les compétences, l'état d’esprit, les motivations et le sens de l'engagement qui lui permettent de travailler individuellement et collectivement à résoudre les problèmes actuels, et à empêcher qu’il ne s'en pose de nouveaux. Huit principes directeurs des programmes d’éducation relative à l'environnement sont définis :
1. L'ERE devrait considérer dans sa totalité cet environnement - naturel et créé par l'homme - écologique, politique, économique, technologique, social législatif, culturel et esthétique ;
2. L'ERE devrait être un processus continu, étendu à la vie entière, tant scolaire qu'extra-scolaire ;
3. L'ERE devrait adopter une approche interdisciplinaire ;
4. L'ERE devrait souligner l'importance d'une participation active à la prévention et à la solution des problèmes posés par l'environnement ;
5. L'ERE devrait examiner les principales questions d'environnement dans une perspective mondiale, tout en respectant les différences régionales ;
6. L'ERE devrait être axée sur les situations actuelles et futures de l'environnement ;
7. L'ERE devrait examiner les questions de développement et de croissance du point de vue de l'environnement ;
8. L'ERE devrait insister sur la valeur et la nécessité d'une coopération locale, nationale et internationale pour résoudre les problèmes de l'environnement.

#### Programme international d’éducation à l'environnement (1975-1995)
Par la suite, pendant deux décennies, l'Unesco et le PNUE ont dirigé le Programme international d'éducation à l'environnement PIEE (1975-1995), qui a défini une vision et donné des conseils pratiques sur la manière de mobiliser l'éducation pour la sensibilisation à l'environnement. En 1976, l'Unesco a lancé un bulletin d'information sur l'éducation à l'environnement, le bulletin Connect, en tant qu'organe officiel du Programme international d'éducation à l'environnement (PIEE) de l'Unesco et du PNUE. Il a servi de centre d'échange d'informations sur l'éducation à l'environnement (EE) en général et de promotion des objectifs et des activités du PIEE en particulier, tout en étant un réseau pour les institutions et les personnes intéressées et actives dans le domaine de l'éducation à l'environnement jusqu'en 2007.

#### Conférence intergouvernementale sur l'éducation relative à l'environnement de Tbilissi (1977)
La Conférence de Tbilissi s’est tenue du 14 au 26 octobre 1977 en Géorgie (URSS). Elle a été la première conférence intergouvernementale au monde sur l'éducation à l'environnement. Elle a mis à jour et clarifié la Déclaration de Stockholm et la Charte de Belgrade en y ajoutant de nouveaux buts, objectifs, caractéristiques et principes directeurs. Les participants à la Conférence y ont pris acte de « l'accord unanime sur le rôle important de l'éducation à l'environnement dans la préservation et l'amélioration de l'environnement mondial, ainsi que dans le développement sain et équilibré des communautés du monde ».
Dans la déclaration de Tbilissi qui a suivi, l'environnement est interprété dans sa « totalité - naturel et bâti, technologique et social (économique, politique, culturel-historique, éthique, esthétique) » (Unesco-PNUE, 1977, point 3). Les objectifs formulés allaient bien au-delà de l'écologie et comprenaient le développement d'une « conscience claire et d'une préoccupation pour l'interdépendance économique, sociale, politique et écologique des zones urbaines et rurales » (ibid., point 2).
Les médias s'en sont faits plus ou moins le relais selon les époques et les régions ou leur couleur politique ou idéologique.

#### Tournant de la Commission mondiale sur l'environnement et le développement (1983)
En 1983, l'Organisation des Nations unies met en place la Commission mondiale sur l'environnement et le développement, composée de 23 personnes issues de 22 pays et sous la direction de Gro Harlem Brundtland, première ministre de Norvège, afin de définir un programme de coopération internationale et pluridisciplinaire sur les problèmes environnementaux.
Ce rapport, généralement connu comme le rapport Brundtland, publié en 1987, définit la notion développement durable comme la capacité à satisfaire les besoins présents tout en garantissant les besoins futurs et met au même niveau les dimensions économiques, sociale et environnementale. La soutenabilité ou durabilité se trouvant à l'intersection de ces trois dimensions. Depuis ce rapport, l'expression « développement durable » s'est répandue dans le monde entier. La vision particulière associée aux termes « Sustainable development » parfois traduit par « Développement soutenable », a ensuite dominé le champ de l'éducation relative à l'environnement avec la conséquence que les deux expressions sont souvent même apparues ensemble en français à partir de 1990.

#### Décennie de l'éducation au développement durable (EDD) 2005-2015
À la suite du Sommet de la Terre de Johannesburg (2002), Les Nations unies lancent la Décennie des Nations unies pour l'éducation en vue du développement durable 2005-2014 (DNUEDD) afin de reconsidérer, de stimuler et de modifier les approches visant à agir positivement sur les défis mondiaux. La Commission de l'éducation et de la communication (CEC) a contribué à soutenir le travail de la DNUEDD en composant une structure de base pour l'éducation au développement durable. Elle comprenait cinq éléments principaux : « Imaginer un avenir meilleur », « Pensée et réflexion critiques », « Participation à la prise de décision » et « Partenariats et pensée systémique ».
Du 9 au 14 juin 2013, le septième Congrès mondial de l'éducation à l'environnement s'est tenu à Marrakech, au Maroc. Le thème général de la conférence était « L'éducation et les questions environnementales dans les villes et les zones rurales : à la recherche d'une plus grande harmonie », et comprenait 11 domaines de préoccupation différents. Le Congrès mondial de l'éducation à l'environnement comptait 2 400 membres, représentant plus de 150 pays. Cette réunion, qui s'est tenue pour la première fois dans un pays arabe, a été organisée par deux organisations différentes : la Fondation Mohamed VI pour la protection de l'environnement et le Secrétariat permanent du Congrès mondial de l'éducation à l'environnement en Italie. Parmi les sujets abordés lors du congrès, citons l'importance de l'éducation environnementale et son rôle d'autonomisation, l'établissement de partenariats pour promouvoir l'éducation environnementale, la manière d'intégrer l'environnement et la durabilité, et même la manière de rendre les universités « plus vertes ».
Le 25 septembre 2015, l'Assemblée générale des Nations unies a adopté le Programme de développement durable à l'horizon 2030 (Nations unies, 2015). Ce nouveau cadre mondial visant à remettre l'humanité sur la voie de la durabilité a été élaboré à la suite de la Conférence des Nations unies sur le développement durable (Rio+20), qui s’est tenue à Rio de Janeiro, Brésil, en juin 2012, sur une période de trois années de réflexion auxquelles ont contribué les États membres des Nations unies, des millions de personnes interrogées dans le cadre d’enquêtes nationales et des milliers d’acteurs du monde entier.

#### Liste des conférences internationales et congrès mondiaux en ERE
- 1972 — Conférence des Nations unies sur le milieu humain, Stockholm ;
- 1973 — Création du Programme international d'éducation à l'environnement, PIEA ;
- 1975 — Séminaire international d'éducation à l'environnement. Belgrade ;
- 1977 — 1ʳᵉ Conférence internationale sur l'éducation relative à l'environnement, Tbilissi (Géorgie) ;
- 1987 — 2ème Conférence internationale « Stratégie internationale d'action dans le domaine de l'éducation et de la formation à l'environnement pour les années 1990 », Moscou ;
- 1992 — Conférence des Nations unies sur l'environnement et le développement ou Sommet de Rio – Agenda 21 ;
- 1997 — 3ème Conférence internationale « Environnement et société » : Éducation et sensibilisation du public à la viabilité » à Thessalonique (Grèce) ;
- 2003 — 1er Congrès mondial de l'éducation à l'environnement. Portugal ;
- 2004 — 2ème Congrès mondial de l'éducation à l'environnement. Brésil ;
- 2007 — 3ème Congrès mondial de l'éducation à l'environnement. Italie ;
- 2007 — 4ème Congrès mondial de l'éducation à l'environnement. Afrique du Sud ;
- 2007 — 4ème conférence internationale sur l'éducation environnementale pour un avenir durable. Ahmedabad (Inde) ;
- 2009 — 5ème Congrès mondial de l'éducation à l'environnement. Canada ;
- 2011 — 6ème Congrès mondial de l'éducation à l'environnement. Australie ;
- 2013 — 7ème Congrès mondial de l'éducation à l'environnement. « L'éducation et les questions environnementales dans les villes et les zones rurales : à la recherche d'une plus grande harmonie ». Maroc ;
- 2015 — 8ème Congrès mondial de l'éducation à l'environnement. Suède ;
- 2017 — 9ème Congrès mondial de l'éducation à l'environnement. Canada ;
- 2019 — 10ème Congrès mondial de l'éducation à l'environnement. Thaïlande ;
- 2021 — 11ème Congrès mondial de l'éducation à l'environnement. République Tchèque.

### Histoire par pays

#### Histoire en francophonie – France
En France, c’est dans l'histoire de l'éducation populaire et dans le sillon des révolutions (1830, 1848, 1871…) que s’ancre l'histoire de l'éducation à l'environnement. Elle s’enracine dans des mouvements anciens tels que l'éducation nouvelle, l'écologie humaine, l'éducation populaire ou la « Société des Amis de la Nature » de Pierre Bovet et qui vise à changer les pratiques de l'humanité en matière d’utilisation et de gestion des ressources de la Terre.
La pratique de l'éducation à l'environnement, de par ses origines d'éducation populaire et nouvelle, se traduit alors par l'animation nature, dans les années 1960, menée par des bénévoles passionnés et des enseignants fidèles aux « leçons de choses ». Les premiers professionnels apparaissent dans les années 1970-1980. L'éducation « pour » et « par » l'environnement vont se rejoindre : les activités et moyens pédagogiques se diversifient.
L'« éducation en matière d'environnement » (EE) est introduite par une circulaire du ministère de l'Éducation nationale de 1977 (no 77-300). Son influence, limitée dans le milieu scolaire, s'est davantage concrétisée par des partenariats avec des associations impliquées dans l'environnement.
C’est en 1980 que des acteurs commencent à ressentir un besoin fort de mutualisation de leurs actions pour se professionnaliser, développer leurs pratiques et échanger. En 1983, un premier réseau national des acteurs de l'éducation à l'environnement se forme : Réseau École et Nature. De nombreux autres réseaux vont progressivement se développer dans toutes les régions de France et dans de nombreux départements. Les échelles régionales de réseau se dénomment pour la plupart GRAINE : Groupe Régional d’Animation et d’Initiation à la Nature et à l'Environnement (comme en Poitou-Charente) ou REE Réseau d'Éducation à l'Environnement plus la lettre de la région.
Progressivement, les réseaux régionaux et départementaux émergent, permettant à tous les acteurs de :
- se réunir et échanger sur leurs pratiques ;
- tisser des solidarités entre acteurs ;
- construire des dynamiques collectives ;
- légitimer leur rôle d'éducateur à l'environnement.

Ces réseaux sont fondés sur une culture d’action horizontale, participative et démocratique. Ce fonctionnement permet à chacun : individuels (animateurs, enseignants, éducateurs, citoyens…) ou structures (associations, collectivités, syndicats, entreprises…) de s’investir à l'échelle territoriale de son choix.
Dans les années 1990, le « développement durable » confirme l'importance des notions d'éco-citoyenneté et de démocratie participative. Il se développe une éducation à l'environnement qui attache autant d’importance à l'environnement social que naturel.
L'article 8 de la Charte de l'environnement (2005) adossée à la constitution dispose que « L'éducation et la formation à l'environnement doivent contribuer à l'exercice des droits et devoirs définis par la présente Charte » ; respectivement par son article 1 qui dispose que « Chacun a le droit de vivre dans un environnement équilibré et respectueux de la santé » et par son article 2 qui dispose que « Toute personne a le devoir de prendre part à la préservation et à l'amélioration de l'environnement ».
L'institutionnalisation du développement durable, initiée par les circulaires de 2004 et 2007, suscite la controverse dans le milieu scolaire, associatif et de recherche notamment en ce qui concerne la place de l'environnement au sein du développement durable et la diffusion vers les pays du Sud d'une approche développée dans les pays du Nord.
En 2019, 28 réseaux territoriaux et thématiques adhèrent au Réseau École et Nature (REN). Actifs et ouverts, organisés sous forme associative, ils mettent en lien plusieurs centaines d'acteurs de l'environnement et de l'éducation de toutes origines (associations, collectivités, établissements publics, entreprises, éducateurs, enseignants…) pour permettre une meilleure accessibilité de l'éducation à l'environnement. En 2021, le REN devient le FRENE, c'est-à-dire le réseau français d’éducation à la nature et à l'environnement.
C’est une éducation civique qui a pour but « d’amener les individus et les collectivités à saisir la complexité de l'environnement tant naturel que créé par l'homme, complexité due à l'interactivité de ses aspects biologiques, physiques, sociaux, économiques et culturels ». Il faut préciser que parmi les acteurs de l'éducation à l'environnement et au développement durable, l'expression « mode de vie soutenable » est de plus en plus préférée à celle de « développement durable », au point que certaines collectivités territoriales ont changé des dénominations officielles.
Actuellement, l'éducation à l'environnement est de plus en plus appelée « éducation au développement durable », dans les instances de l'Éducation nationale. Cette éducation combine l'approche systémique de l'environnement et l'éducation civique à la gestion intégrée, qui amènent à saisir et à acquérir la complexité environnementale par ses méthodes et l'application de l'enseignement à la perception de l'ensemble du réel.
L’animation comprend clairement une dimension culturelle : l'environnement est perçu non plus comme la simple relation de l'homme à la nature, mais comme le rapport qu’il a avec le milieu dans lequel il vit. L'animation en lien avec l'environnement s’inscrit donc d’une manière générale dans l'éducation à l'environnement vers un développement durable. Elle se destine à chacun et concerne tous les territoires. Les premiers inspirateurs de cette évolution des pratiques sont les éducateurs à l'environnement eux-mêmes, qui se reconnaissent aujourd’hui, pour la plupart, comme des « artisans d’un développement durable ».
Néanmoins, le glissement sémantique usité par certains partenaires institutionnels vers « l'éducation au développement durable » (EDD), avec la disparition du mot « environnement », ne va pas sans poser d’importants questionnements aux acteurs de terrain. En 2020, au vu du contexte environnemental actuel dans toutes ses dimensions (sociale, économique, culturelle…), l'expression « éducation à l'environnement » tente de se refaire une place et regagner la légitimité qui lui est due.

#### Histoire en francophonie – Québec
Le Québec a été un leader en matière d’éducation relative à l'environnement dans les années 70 et 80. Dès la création du ministère de l'Environnement en 1979, un Service d’éducation relative à l'environnement est, en effet, mis en place pour soutenir la collaboration entre les différents milieux de pratique, offrir de la formation et des ressources, mais aussi engager des activités de recherche dans le domaine. Au ministère de l'Énergie et des Ressources, un Service de l'éducation et de la conservation a également produit du matériel pédagogique et formé du personnel de différents milieux. Puis, en 1991, un Comité interministériel d’éducation relative à l'environnement a réuni quatre ministères : Éducation, Environnement, Ressources naturelles et Agriculture, Pêcheries et Alimentation. Ces initiatives structurantes ont permis de dynamiser ce champ d’action éducative prioritaire.
Malheureusement, avec le virage vers le développement durable — dans la foulée du Sommet de Rio en 92 — ces structures ont été dissoutes. Toutefois, à L'université du Québec à Montréal (UQAM), et sous l'impulsion de Lucie Sauvé, le champ de recherche et d’enseignement de « l'éducation relative à l'environnement et à l'écocitoyenneté » a pu continuer de prospérer. En 1997, le Québec accueille le premier rassemblement francophone de l'éducation à l'environnement : Planèt’ERE, à Montréal (Québec) et la revue ERE, une revue francophone à rayonnement international, est créée l'année d’après.
En 2012, la création du centre de recherche, Centr’ERE, fait suite à la chaire de recherche occupée depuis 1991 par Lucie Sauvé. En collaboration avec des universités amazoniennes, ce centre de recherche contribue notamment à deux programmes de recherche et d’écodéveloppement novateurs. Il impulse également, en 2019, la Stratégie québécoise d’éducation en matière d’environnement et d’écocitoyenneté. Ce document, issu du travail collectif de 57 institutions et organisations de la « société éducative » (le milieu de l'éducation formel et non formelle), est lancé à la Bibliothèque de l'Assemblée nationale du Québec en juin 2019. Il propose un ensemble de pistes d’action dont :
- l'enrichissement des programmes d’études ;
- la formation du personnel de l'éducation ;
- le travail collaboratif au sein de la « communauté éducative » ;
- la (re)mise sur pied d’un comité interministériel travaillant de pair avec les acteurs de terrain ;
- la valorisation de l'expertise existante ;
- le soutien aux initiatives.

Une Coalition est également mise en place pour appuyer cette stratégie. En 2021, l'éducation relative à l'environnement n’est toujours pas formellement insérée au sein des curriculums, du préscolaire à l'université. De plus, les initiatives des milieux de l'éducation non formelle (les associations, les ONG, les écoquartiers, les parcs, les musées et autres), pourtant de plus en plus dynamiques au Québec, restent encore peu soutenues.
Il est à noter par ailleurs que le Québec est particulièrement actif pour promouvoir en français le Programme Sans trace un programme d'éthique du plein air initialement développé aux États-Unis dans les années 60 et 70 et maintenant utilisé avec succès dans près d'une centaine de pays dans le monde.

#### Histoire aux USA
Aux États-Unis, Anna Botsford Comstock est considérée comme l'une des premières à avoir amené ses élèves et d'autres enseignants à l'extérieur pour étudier la nature. Elle est nommée en 1895 au Comité pour la promotion de l'agriculture de l'État de New York et met en œuvre dans ce cadre un cours expérimental d'étude de la nature destiné aux écoles publiques. L'Université Cornell approuve le déploiement de cet enseignement dans l'ensemble des écoles de l'État et Anna Botsford Comstock s’emploie ensuite à promouvoir ce programme, formant des enseignants et préparant du matériel pédagogique. Première femme à avoir enseigné à l'Université Cornell, elle y enseigne l'étude de la nature à partir de 1897 et rédige le Handbook for Nature Study en 1911. Elle contribue, avec d’autres, à transformer le programme d'enseignement des sciences offert à tous les enfants américains.
Un nouveau type d'éducation à l'environnement, l'éducation à la conservation, apparaît à la suite de la Grande Dépression et du Dust Bowl des années 1920 et 1930. L'éducation à la protection de la nature traitait le monde naturel d'une manière radicalement différente de l'étude de la nature car elle se basait sur une formation scientifique rigoureuse plutôt que sur l'histoire naturelle. L'éducation à la protection de la nature fut un outil scientifique majeur de gestion et de planification qui a contribué à résoudre les problèmes sociaux, économiques et environnementaux de cette période.
Le mouvement moderne de l'éducation à l'environnement, qui prend un essor considérable à la fin des années 60 et au début des années 70, est né conjointement de l'étude de la nature et de l'éducation à la conservation. Au cours de cette période, de nombreux événements - tels que les droits civiques, la guerre du Viêt Nam et la guerre froide - ont créé des conflits entre Américains et entre ceux-ci et le gouvernement. Alors que de plus en plus de gens commençaient à craindre les retombées des radiations, des pesticides chimiques mentionnés dans Printemps silencieux de Rachel Carson, et des quantités importantes de pollution de l'air et de déchets, l'inquiétude du public pour sa santé et celle de son environnement naturel a conduit à un phénomène unificateur connu sous le nom d'environnementalisme. L'éducation à l'environnement est née de la prise de conscience que la résolution de ces problèmes locaux et mondiaux complexes ne pouvait être laissée aux seuls politiciens et experts, mais nécessitait « le soutien et la participation active d'un public informé dans ses différents rôles de consommateurs, d'électeurs, d'employeurs et de dirigeants d'entreprises et de communautés ».
L'un des premiers articles sur l'éducation à l'environnement en tant que nouveau mouvement est paru dans le Phi Delta Kappan en 1969, sous la plume de James A. Swan. Une définition de l'« éducation à l'environnement » a été publiée pour la première fois dans le Journal of Environmental Education en 1969, sous la plume de William B. Stapp, qui est ensuite devenu le premier directeur de l'éducation à l'environnement pour l'Unesco, puis pour le Global Rivers International Network.
Finalement, la première Journée de la Terre, le 22 avril 1970 — une journée nationale d'éducation sur les problèmes environnementaux — a ouvert la voie au mouvement moderne d'éducation à l'environnement. La même année, le président Richard Nixon a adopté la loi nationale sur l'éducation à l'environnement , qui visait à intégrer l'éducation à l'environnement dans les écoles, de la maternelle à la 12e année. Puis, en 1971, l'Association nationale pour l'éducation à l'environnement (aujourd'hui connue sous le nom d'Association nord-américaine pour l'éducation à l'environnement) a été créée pour améliorer la connaissance de l'environnement en fournissant des ressources aux enseignants et en faisant la promotion de programmes d'éducation à l'environnement.
Les États-Unis sont aussi à l'origine du Programme Sans Trace, un programme d'Éthique du plein air basé sur la recherche et mis en œuvre dans près d'une centaine de pays dans le monde.

## Diversité des définitions
Différentes définitions de l'éducation relative à l'environnement et au développement durable ont été élaborées au fil des années par des universitaires dans des Publications scientifiques, des livres tout public, des thèses de doctorat, des événements d'organisations supranationales telles que l'Unesco et le PNUE, des événements de mouvements sociaux et des espaces collectifs avec la participation de toute la communauté.
La formation à la transition écologique est appelée à jouer un rôle de plus en plus important dans la transition écologique. Selon les Shifters, « l’emploi peut devenir un puissant moteur de la transition écologique...ou un énorme frein ».

## Principes de fonctionnement

### Appréhender le réel
(mars 2020).

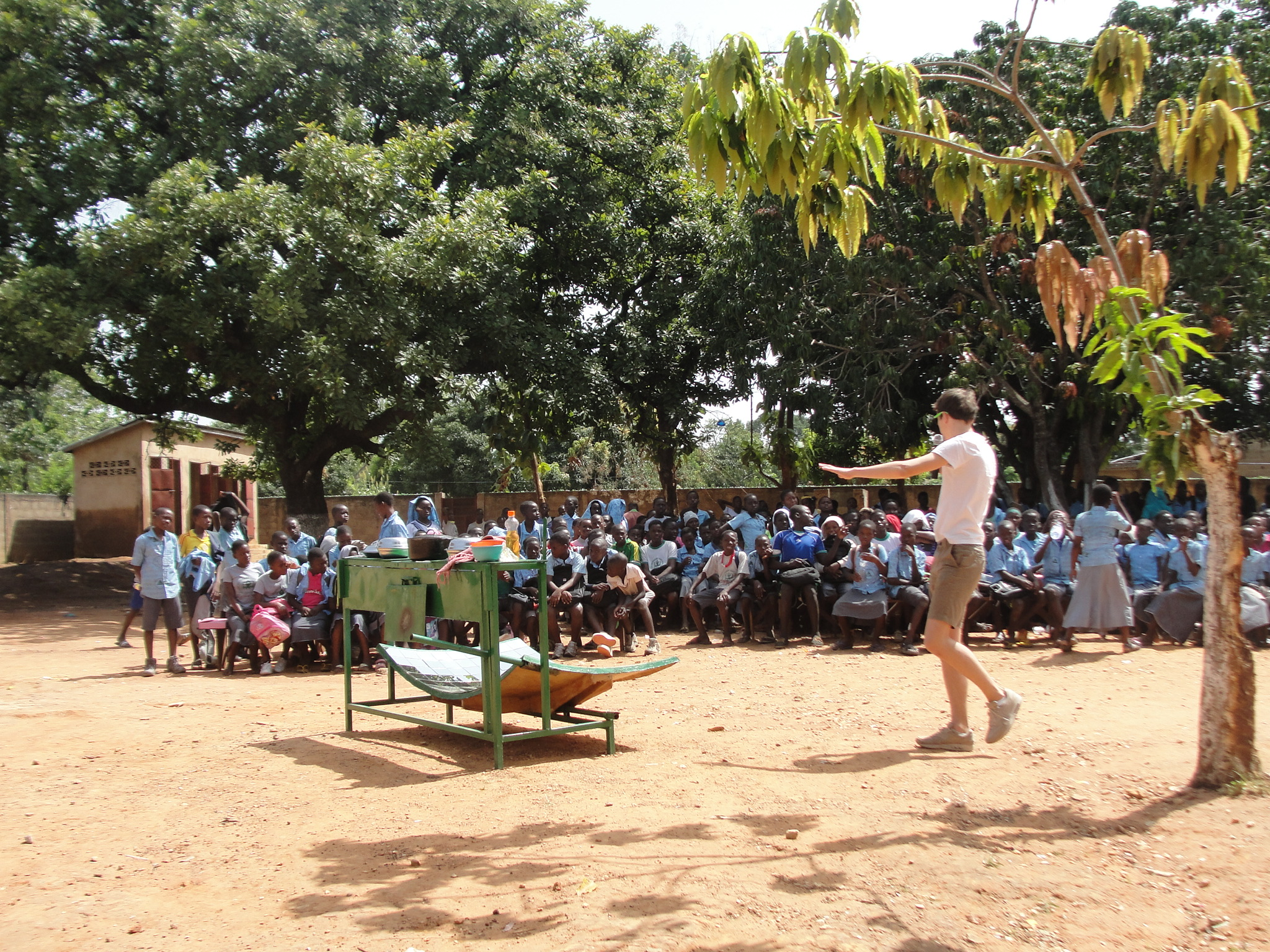
Sensibilisation à l'environnement d'écoliers de Natitingou, au nord du Bénin.

Dans son aspect global, l'éducation à l'environnement réel est un enseignement qui a pour objectif d'éviter les pratiques générant de la pollution. L'enseignement d’une éducation à l'environnement réel développe la perception et la compréhension des enjeux environnementaux et civiques, et permet un engagement individuel : c’est ce que l'on nomme l'« écocitoyenneté ». Dans son aspect localisé, l'éducation à l'environnement réel identifie le rapport symbiotique entre l'activité spécifique des différentes espèces, entre les habitats et leurs habitants, par-delà diverses identités humaines communautaires, sociologiques ou religieuses.
En lien avec les huit objectifs du millénaire pour le développement durable proposés par l'Onu, l'éducation à l'environnement réel comprend une dimension comportementale. Pour chacun d’eux, les objectifs d’apprentissage sont classés en trois catégories : 
- la sphère cognitive comprend les connaissances et les compétences en matière de réflexion nécessaires afin de mieux comprendre les ODD et les obstacles à leur réalisation ;
- la sphère socio-émotionnelle inclut les compétences sociales qui permettent à l'élève de collaborer, négocier et communiquer en vue de promouvoir les ODD ainsi que la capacité de réflexion sur soi-même et sur ses valeurs, attitudes et motivations qui lui permettent de gagner en maturité ;
- la sphère comportementale comprend les compétences liées à l'action[3].

Cette éducation fournit des informations nécessaires à la réalisation des objectifs, par exemple faire évoluer l'habitat, les modes de déplacement, de production et de consommation. Sur le plan personnel, l'éducation à l'environnement réel permet le développement d’une identité personnelle et collective des personnes, plutôt qu’une identité individualiste et/ou communautariste, dans le cadre d’une culture du respect de la vie.
L'éducation à l'environnement réel s’élabore individuellement selon les savoirs accessibles à chacun. La perception de ce qui entoure l'individu, son épanouissement culturel, sa liberté d’action et d’engagement correspondent à un ensemble d'apprentissages accessibles par l'éducation à l'environnement réel. L'équilibre de la nature, les rapports et relations avec les milieux et l'habitat deviennent des thématiques d’exploration pour une adaptation des cultures humaines modernes aux réalités des milieux de vie dans lesquels elles se développent.

### Développer une vision d’ensemble
La culture environnementale met en œuvre dans une vision d'ensemble, l'étude des ressources de l'environnement biophysique et de l'environnement humain. Elle applique à la biosphère comme à l'ensemble des activités humaines, les principes de saine gestion consistant à ne pas affecter l'avenir au nom de l'immédiat. Deux axes principaux représentent et identifient la culture environnementale :
- la perception globale ou « approche systémique », qui permet d’envisager l'ensemble des phénomènes physiques, chimiques, biologiques, géologiques, climatiques, économiques et sociaux, de manière à pouvoir modéliser l'« effet domino » de chaque choix décisionnel ;
- la « gestion intégrée », qui consiste à agir sur un territoire donné (du jardin familial à la Terre entière) en permettant, avant décision, le dialogue entre usagers, propriétaires, gestionnaires, politiques, spécialistes et scientifiques, dans le double objectif d’une répartition aussi équitable (donc durable) que possible, et de ne pas compromettre l'avenir au nom de l'immédiat.

Chaque axe permet d’acquérir des connaissances tant théoriques que pratiques, d’apprendre des techniques, des gestes, des pratiques, et de développer des capacités et aptitudes personnelles au niveau de l'action locale comme dans la perspective globale de survie. L'apprentissage de la culture environnementale se fait à travers une éducation parentale et sociale dépassant largement le cadre des activités avec la nature.
Dans certaines cultures humaines traditionnelles comme chez certaines espèces animales, notamment parmi les mammifères, il existe, dans ce que les éthologues appellent le « dressage » des jeunes, une distinction des genres dans la transmission du « savoir-gérer l'environnement » de manière durable et raisonnable. Dans cette séparation des genres, les premiers savoirs sont transmis par la mère : ces savoirs consolident le jeune individu dans ses pratiques de survie dans son milieu. D’autres savoirs sont transmis par le mâle, notamment la socialisation et le développement des capacités relationnelles, notamment dans la perspective de la mise en place des hiérarchies sociales.
L'émergence d’une culture environnementale concerne tous les humains, quel que soit leur âge, leur pays d'origine et leur fonction dans la société. Elle est formelle, non-formelle ou informelle pour les formateurs, enseignants et instructeurs qui la pratiquent. Elle ne cherche pas à former des élites institutionnelles et ses objectifs ne créent en aucun cas d’exclusion. Elle répertorie la diversité et elle sait faire découvrir concrètement que chaque individu, organisme et personne influe sur les milieux. Elle propose les options de développement correspondant au milieu, au climat et aux ressources locales, et suggère des choix volontaires et librement consentis. Qu’ils soient globaux ou locaux, les comportements humains s’adapteront ainsi progressivement à l'environnement réel et modifieront les perspectives du quotidien.
Que ce soit pour l'éradication de la pauvreté, la sauvegarde des milieux naturels ou l'amélioration de la qualité de vie, l'éducation à l'environnement et au développement durable contribue à l'évolution de la culture humaine, de l'hominisation (qui s’est achevée il y a au moins 38 000 ans, avec la généralisation de l'art, transmetteur de la mémoire) vers l'humanisation (qui a débuté il y a quelques millénaires, avec l'apparition de lois visant à régler la vie et ses conflits par des voies autres que la guerre). Ainsi l'éducation à l'environnement et au développement durable participe à une meilleure gestion des émotions basiques de tout être vivant (désir, affection/lien, peur/fuite, agressivité/prédation) et à la construction d’une civilisation et de personnalités dans lesquelles le principe tout aussi fondamental du plaisir puisse s’accomplir non plus par la prédation et l'appropriation, mais de plus en plus par le partage et la coopération, initiant ainsi un nouveau type de développement qui ne serait plus basé sur le « toujours plus » de l'« exploitation-profit » mais sur le « toujours mieux » d’un « mode de vie soutenable ». Sur le terrain, l'éducation à l'environnement et au développement durable vise à former des citoyens environnementalement responsables, quelle que soit la dimension physique et territoriale, la portée de l'action et le niveau d’intervention.

### Pédagogie transformatrice orientée vers l'action
L’éducation à l'environnement et au développement durable vise à autonomiser et à motiver les apprenants pour qu’ils deviennent des citoyens actifs et sensibles au développement durable, capables de penser de façon critique et de participer à l'élaboration d’un avenir viable. Les approches pédagogiques requises à cet effet sont axées sur l'apprenant, orientées vers l'action et transformatrices. Les principales approches pédagogiques de l'éducation au développement durable sont :
- une approche axée sur l'apprenant : cette approche considère les étudiants comme des apprenants autonomes et met l'accent sur le développement actif des connaissances plutôt que sur leur simple transfert ou sur des expériences d’apprentissage passives. Les connaissances préalables des apprenants et leur vécu social sont le point de départ utilisé pour stimuler les processus par lesquels les apprenants constituent leur propre base de connaissances. Les approches axées sur l'apprenant exigent de ce dernier qu’il réfléchisse à ses propres connaissances et processus d’apprentissage afin de les gérer et de les surveiller. Il faudrait que les enseignants encouragent et appuient ces réflexions[21] ;
- apprentissage orienté vers l'action : Dans cette approche, les apprenants s’engagent dans l'action et réfléchissent à leur expérience en termes de processus d’apprentissage et de développement personnel. L’expérience peut émaner d’un projet, d’un stage, de la facilitation d’un atelier, etc. L’apprentissage par l'action favorise l'acquisition de connaissances, le développement de compétences et la clarification de valeurs en liant des concepts abstraits à l'expérience personnelle et à la vie de l'apprenant. Le rôle de l'enseignant est de créer un environnement d’apprentissage qui stimule l'expérience et la réflexion des apprenants[22] ;
- l'apprentissage transformateur se définit par ses buts et ses principes plutôt que par une stratégie concrète d’enseignement ou d’apprentissage. Il vise à permettre aux apprenants de remettre en question et de changer la façon dont ils voient et pensent le monde afin d’en approfondir leur compréhension[23]. Le concept connexe d’apprentissage transgression va plus loin : il souligne que dans l'éducation au développement durable, l'apprentissage doit surmonter le statu quo et préparer l'apprenant à la réflexion disruptive et à la cocréation de nouvelles connaissances[24].

### Méthodes d'apprentissage aux fins des ODD
Les approches pédagogiques guident de manière générale, par des principes, la conception des processus d’apprentissage dans l'EDD. C'est pourquoi les méthodes qui favorisent l'acquisition de compétences par l'apprentissage actif sont favorisées dans l'EDD. Certaines méthodes peuvent être particulièrement recommandées. Les principales méthodes d’apprentissage aux fins des ODD sont :
- projets collaboratifs portant sur le monde réel (projets d’apprentissage par le service et campagnes à l'appui de différents ODD) ;
- exercices d’élaboration de visions (ateliers prospectifs, analyse de scénarios, récits utopiques/dystopiques, réflexion science — fictionnelle et prévision/rétrospection) ;
- analyse de systèmes complexes au travers de projets de recherche communautaires, études de cas, analyse des parties prenantes, modélisation, jeux de systèmes, etc. ;
- réflexion critique au travers de débats intérieurs, de journaux personnels, etc.

Ces méthodes participatives d’enseignement et d’apprentissage permettent aux apprenants d’agir à l'appui du développement durable. Lorsque l'on choisit des méthodes d’enseignement et d’apprentissage pour un contexte donné, il faut que celles-ci correspondent aux besoins des apprenants (âge, connaissances antérieures, intérêts et aptitudes, etc.), au contexte dans lequel l'apprentissage s’effectue (place dans le programme d’études, climat pédagogique, traditions culturelles, etc.), ainsi qu’aux ressources et au soutien financier disponibles (compétences des enseignants, matériel didactique, technologie, argent, etc.).
Il importe de reconnaître que les réponses aux défis du développement durable ne peuvent se limiter à des perspectives, des disciplines ou des manières de savoir uniques. Les partenariats, qui font intervenir un large éventail d’acteurs sociétaux (entreprises, ONG, institutions publiques, décideurs ou particuliers), créent de nouvelles possibilités d’apprentissage et deviennent une source de créativité et d’innovation. En coopérant de manière concrète avec un partenaire dans le cadre d’un dialogue ou d’un projet, les étudiants peuvent apprendre à connaître les défis du monde réel et bénéficier de la compétence et de l'expérience dudit partenaire. Les partenaires, dans le même temps, peuvent être valorisés et voir leur capacité d’agents essentiels du changement s’améliorer. Les partenariats entre apprenants du monde entier favorisent l'échange de points de vue et de savoirs sur les mêmes sujets. Les cours virtuels, par exemple, peuvent offrir un environnement propice à la pratique d’un dialogue mondial et favoriser le respect et la compréhension mutuels.

### Enseigner selon des méthodes interactives
À la question du « pourquoi » de l'action d’éduquer à l'environnement, le président américain Grant, répondit en inaugurant le parc naturel du Yellowstone en 1872 : « ce qui m’intéresse dans la protection de la nature, ce n’est pas tant le sort des paysages, des forêts et des bêtes, que les qualités humaines que cela développe en nous ».
Concernant le « comment » de l'éducation à l'environnement, la méthodologie se confond avec les patterns d’apprentissage propres à notre espèce, où l'imprégnation est essentielle : ainsi, la pratique sur le terrain favorise une adaptation directe à la réalité. La dynamique de groupe, la création de solidarité et la prise d’initiative pour la réalisation de nouvelles voies du savoir-faire et du « faire ensemble » ne peuvent pas s’élaborer sur un mode d’inculcation en milieu fermé, assis à un bureau. Dans ce contexte, la polyvalence pour une approche globale et l'exercice du débat, préparent les personnes à une pratique de la démocratie locale et globale.
L’éducation au développement durable ne consiste pas seulement à enseigner le développement durable et à ajouter de nouveaux contenus aux cours et à la formation. Il faudrait que les écoles et les universités se perçoivent comme des lieux d’apprentissage et d’expérience de ce type de développement, et par conséquent, qu’elles axent tous leurs processus sur les principes correspondants. Pour que l'éducation au développement durable soit plus efficace, c’est l'établissement d’enseignement dans son ensemble qu’il faut transformer. Cette approche globale vise à intégrer le développement durable dans tous les aspects du fonctionnement de l'établissement. Il s’agit de repenser le programme d’études, les activités de campus, la culture organisationnelle, la participation des élèves et étudiants, le leadership et la gestion, les relations communautaires et la recherche. De cette manière, l'établissement lui-même sert de modèle aux apprenants. Des environnements d’apprentissage durables tels que les éco-écoles ou les campus verts permettent aux enseignants et aux apprenants d’intégrer les principes du développement durable dans leur pratique quotidienne et aident à renforcer les capacités, à développer les compétences et à enseigner les valeurs de manière globale.

### Enseigner via la permaculture
En Bourgogne, l'association Alôsnys développe depuis 2012 un jardin pédagogique pour accueillir des écoles lors de classes vertes et des centres de loisirs. Prendre soin d'une plante permet de donner le goût aux enfants de respecter notre Terre Nourricière. Alôsnys est un organisme de formation certifié par l'État et le jardin est cultivé suivant les règles de la permaculture. Alôsnys organise également des stages en permaculture (finançable par Pôle emploi) au sein de son « Oasis ressource ». Lors des stages, il est possible de découvrir la philosophie de la permaculture et atteindre une qualité de vie sans avoir d'influence négative sur l'environnement.

## Mise en œuvre dans les systèmes éducatifs
Partout dans le monde, l'éducation au développement durable est apparue comme la clé de voûte de l'action menée face au changement climatique. Partant du principe que tout le monde a un rôle à jouer pour régler les problèmes de portée planétaire, l'éducation au développement durable valorise les connaissances, compétences et valeurs indispensables pour rendre la société plus saine, plus équitable et plus écologiquement viable.
Par exemple, pour l'enjeu à l'échelle mondiale du changement climatique l'EDD peut développer des actions concrètes. En effet, les établissements scolaires peuvent jouer un rôle essentiel en aidant les élèves à comprendre les causes du changement climatique afin que ces derniers puissent décider en toute connaissance de cause et prendre des mesures appropriées, ainsi qu’en les poussant à acquérir les valeurs et compétences nécessaires pour participer au processus de transition vers un mode de vie plus viable, une économie verte et une société durable capable de résister aux changements climatiques.
Partout dans le monde, de plus en plus d’établissements scolaires mobilisent l'ensemble de la communauté scolaire au profit de l'action climat. Dans le cadre d’une approche scolaire globale, l'apprentissage du changement climatique en classe est renforcé par des messages formels et informels, qui sont véhiculés à travers les valeurs et les initiatives de l'école. Autrement dit, les élèves, filles comme garçons, ainsi que les autres membres de la communauté éducative, expérimentent ce qu’ils apprennent et apprennent ce qu’ils expérimentent.
L’approche scolaire globale du changement climatique implique qu’un établissement d’enseignement incorpore des actions pour atténuer le changement climatique dans tous les aspects de la vie scolaire. Cela fait référence à la gouvernance scolaire, au contenu et à la méthodologie des enseignements, à la gestion des établissements et du matériel ainsi qu’à la coopération avec les partenaires et le grand public. La participation active de toutes les parties prenantes, à l'intérieur et à l'extérieur de l'école (élèves, enseignants, direction, personnel des établissements à tous les niveaux et membres de la communauté éducative élargie, tels que les familles et les membres de la collectivité) à la réflexion et aux actions relatives au changement climatique est essentielle pour réussir la mise en œuvre de l'approche scolaire globale.
L’éducation à l'environnement pose de nombreuses difficultés pour sa mise en œuvre dans un système scolaire institutionnel :
- sur quel concept s’appuyer : environnement ? développement durable ? transition écologique ? vivant[34] ?
- quel rapport poser quant à l'implication personnelle, des enseignants et des élèves, quand la règle est la neutralité et la distanciation ?
- comment aborder des sujets très complexes, sans basculer dans le simplisme ou la culpabilisation[35] ?
- comment poser des actions concrètes, qui s’inscrivent dans le temps, face aux rythmes de l'école et aux départs réguliers des élèves ?

### Dans le programme d’enseignement secondaire en France
Le ministère de l’Éducation Nationale prend en compte ces difficultés dans la conception des programmes scolaires. Ils abordent tout au long de la scolarité des étudiants les enjeux d’environnement, notamment en SVT et Géographie. Cependant, les contenus pédagogiques ne citent quasiment jamais les termes « Développement durable » et « Transition écologique ». Une rare évocation est dans le préambule du programme de Géographie de Seconde, pour soutenir le choix d’une acception ad minima du mot « transition » comme outil commun aux sciences humaines.
D’autre part, toute une série de dispositifs, de labels, viennent soutenir les actions mises en place dans les établissements en-dehors des programmes.

## Banques de ressources pédagogiques francophones
Des sites proposent des banques de ressources pédagogiques d'accès libre pour les acteurs de l'éducation. En voici une sélection.
- Wikiversité, Département « Écologie » : leçons par thèmes et par niveaux (état d'avancement inégal).
- Unesco, portail Éducation au développement durable : une référence essentielle.
- Education for Climate Coalition (Commission européenne) : communauté de pratique, avec notamment un espace « France » et un répertoire de ressources.
- Ademe : ressources pour animer et enseigner et pour se former sur le développement durable. L'Ademe propose aussi Mtaterre, un site pour les collégiens, lycéens et étudiants.
- Office for Climate Education (OCE) : ressources pour les enseignants, les formateurs et le grand public.
- CANOPE: dossier thématique et un parcours de formation à composer en fonction de ses besoins.
- Profs en transition : co-construction et de la diffusion de ressources pédagogiques en lien avec la transition écologique et sociale.
- La main à la pâte : ressources pour la classe et la formation, aides variées pour mener des activités et des projets de science et de technologie à l'école et au collège.
- Education 21 : répertoire de ressources pédagogiques et dossiers thématiques.
- Renaissance Écologique : méthode ludique adaptée à tous les cycles scolaires pour la co-construction d'un monde durable (centre de ressources en licences ouvertes).

Autres sites
- Qqf (Qu'est-ce qu'on fait ?) propose des synthèses et des infographies (un volet de décryptage et un volet avec des solutions).

## Sources
- Cet article est partiellement ou en totalité issu de la page « L'Education en vue des Objectifs de développement durable: objectifs d'apprentissage » de UNESCO, le texte ayant été placé par l’auteur ou le responsable de publication sous la CC BY-SA 3.0 IGO

- Cet article est partiellement ou en totalité issu de la page « Faire face au changement climatique: guide sur l'action climat destiné aux établissements scolaires » de UNESCO, le texte ayant été placé par l’auteur ou le responsable de publication sous la CC BY-SA 3.0 IGO

### Filmographie
- Richard Fleischer, Soleil vert, 1973.
- Robert Bresson, Le Diable probablement 1977.
- Godfrey Reggio, Koyaanisqatsi, 1983.
- Jorge Furtado, L'Île aux fleurs (Ilha das Flores), 1989.
- Kevin Reynolds, Rapa Nui, 1994.
- Al Gore, Une vérité qui dérange, 2006.
- Franny Armstrong, L'Âge de la stupidité, 2007.
- Leonardo DiCaprio, La 11e heure, le dernier virage, 2007.
- Jean-Paul Jaud, Nos enfants nous accuseront, 2008.
- Nicolas Hulot, Le Syndrome du Titanic 2009.
- Coline Serreau, Solutions locales pour un désordre global, 2010.
- Cyril Dion et Mélanie Laurent, Demain, 2015.